# Herman Neuberger
Rabbi Herman Naftali Neuberger (* 26. Juni 1918 in Haßfurt; † 21. Oktober 2005 in Baltimore, Maryland, USA) war ein orthodoxer amerikanischer Rabbiner deutscher Herkunft.
Herman Neuberger war das jüngste von drei Kindern des Haßfurter Geschäftsmannes Meir Neuberger und seiner Frau Bertha. Im Alter von 8 Jahren zog er mit der Familie nach Würzburg. Meir Neuberger starb kurz nach Hermans Bar Mizwa.
1935 ging Herman Neuberger nach Polen, um an der Mirer Jeschiwa zu studieren. Sein älterer Bruder Albert war schon 1934 nach London emigriert, wo er später ein bekannter Pathologe wurde. Seine Schwester Gretel ging 1933 nach Palästina und wurde Schulleiterin in einem Moschaw.
Im Sommer 1938 gelang es Verwandten in New York, Herman Neuberger ein Visum für die USA zu organisieren.
Nach kurzem Studium an der Ner Israel Jeschiwa in Baltimore wurde er 1942 an deren Fakultät berufen. Im selben Jahr heiratete er Judith Kramer. Schon bald wurde er zum gefragten Lehrer. Unter seiner Führung wuchs Ner Israel von einer kleinen Schule mit 50 Studenten zu einer der größten Einrichtungen ihrer Art in den USA mit über 800 Studenten. Neuberger erhielt 1945 die US-amerikanische Staatsbürgerschaft.
Neuberger folgte einer strikten Orthodoxie, war aber offen für den Dialog mit anderen Glaubensrichtungen und gesellschaftlichen Gruppen. Nach 1979 gelang es ihm, großen Teilen der jüdischen Bevölkerung aus dem Iran zur Emigration zu verhelfen und ihre Anerkennung als Asylanten in den USA durchzusetzen. Er gehörte zu den engen Beratern fast aller Politiker in Maryland, so auch Senator Barbara Mikulski und Gouverneur Robert L. Ehrlich.